# Joel Frahm

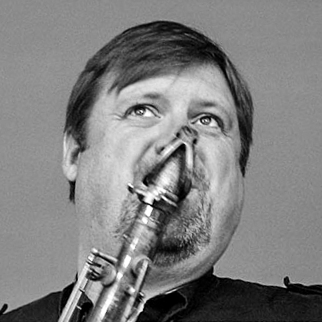
Joel Frahm im Aarhus, Dänemark (2013)
Photo Hreinn Gudlaugsson

Joel Frahm (* 31. Oktober 1970 in Racine, Wisconsin) ist ein US-amerikanischer Jazzmusiker (Tenorsaxophon).

## Leben und Wirken
Joel Frahm lernte zunächst klassisches Klavierspiel und Fagott, bevor er mit 14 Jahren zum Tenorsaxophon wechselte. Seine Familie zog 1985 nach Hartford, Connecticut, wo er an der High School das Jazzprogramm besuchte. In dieser Zeit lernte er den Pianisten Brad Mehldau kennen.
Mit 17 Jahren traten Joel Frahm und Brad Mehldau jede Woche in einem Club in Hartford auf, gelegentlich auch in New York. Frahm studierte dann zunächst an der Rutgers University  und absolvierte seinen Bachelor an der Manhattan School of Music. Joel Frahm spielte in dieser Zeit mit verschiedenen Blues- und Jazzbands in New York und lernte schließlich den Schlagzeuger Matt Wilson und den Pianisten David Berkman kennen, mit denen er fortan häufig zusammenarbeitete.
Frahm arbeitete außerdem mit Maynard Ferguson, dem Village Vanguard Jazz Orchestra und Larry Goldings. Nachdem er Semi-Finalist beim Thelonious Monk-Wettbewerb 1996 geworden war, arbeitete er mit einem Quartett aus dem Pianisten David Berkman, Doug Weiss und Matt Wilson und nahm 1998 sein Debütalbum Sorry, No Decaf für das Label Palmetto auf. Joel Frahm spielte Ende der 1990er Jahre in der Band von Matt Wilson, arbeitete außerdem mit Omer Avital, Jane Monheit, Dena DeRose, Scott Feiner und Jim Cifelli.
 1999 spielte er mit seinem Quintett in Berlin für das Label Nabel das Album The Rains from a Cloud Do Not Wet the Sky ein, an dem Violinist Gregor Hübner und Pianist Tim Sund mitwirkten. Mit Berkman, dem Bassisten Scott Colley und Billy Drummond entstand 2000 das Album The Navigator.
2007 nahm er mit Kenny Barron, Rufus Reid und Victor Lewis das Album We Used to Dance auf. 2019 leitet er ein Trio mit Doug Weiss (Bass) und Anthony Pinciotti (Schlagzeug).

## Diskographische Hinweise
- Don't Explain (Palmetto, 2004)
- We Used to Dance (Anzic, 2007)
- Ernesto Cervini: There (Anzic, 2011)